# Magic Leap
Magic Leap è un'azienda tecnologica statunitense che produce un display retinico virtuale montato sulla testa, chiamato Magic Leap One, il quale sovrappone su oggetti del mondo reale immagini 3D generate tramite CGI, proiettando un campo luminoso digitale nell'occhio dell'utente.
L'azienda impiega tecnologie potenzialmente adatte per applicazioni nella realtà aumentata e nella visione artificiale ed ha sviluppato la costruzione di un chip a campo luminoso utilizzando la fotonica del silicio.

## Storia

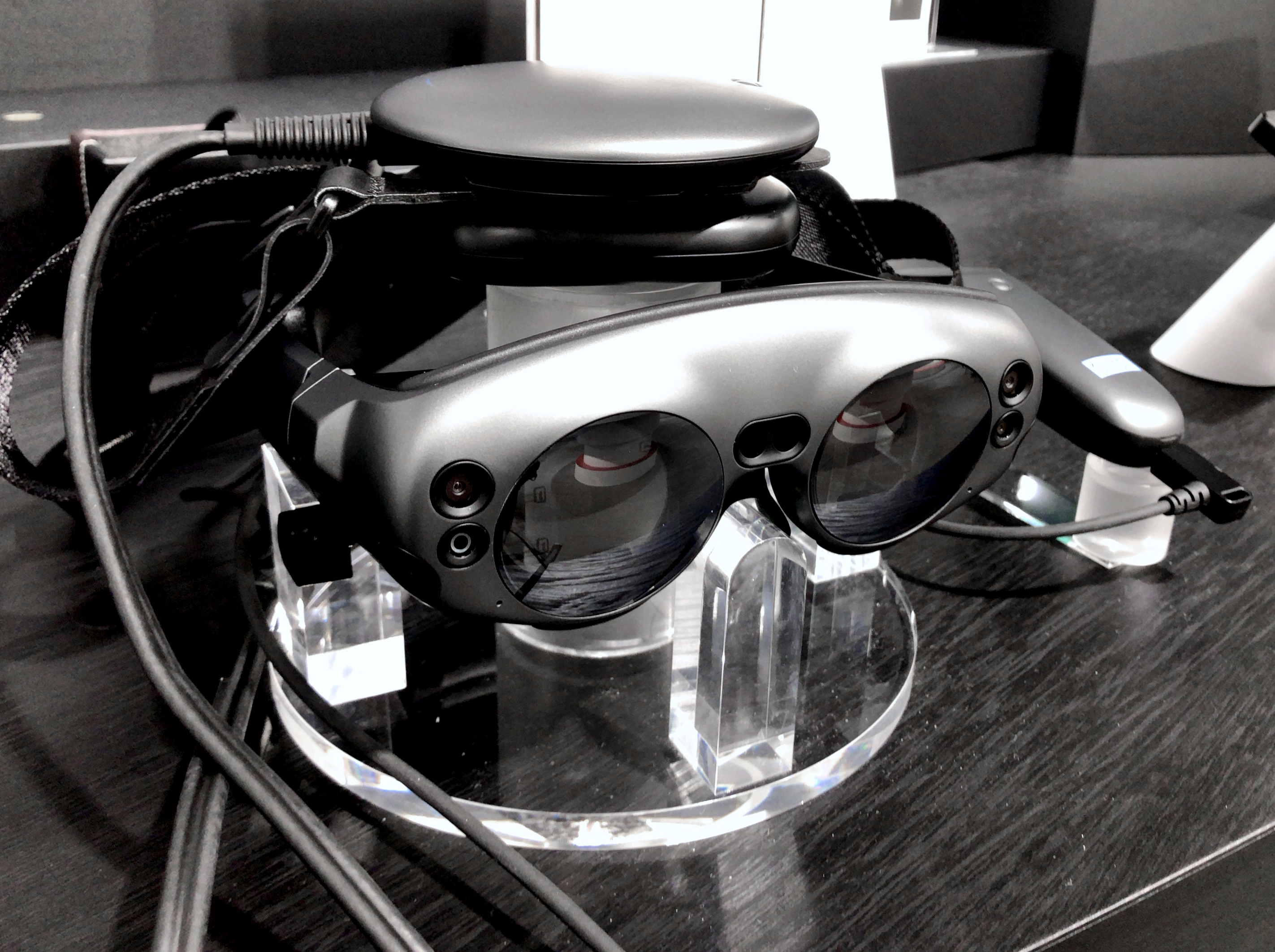
Un esemplare del visore Magic Leap One

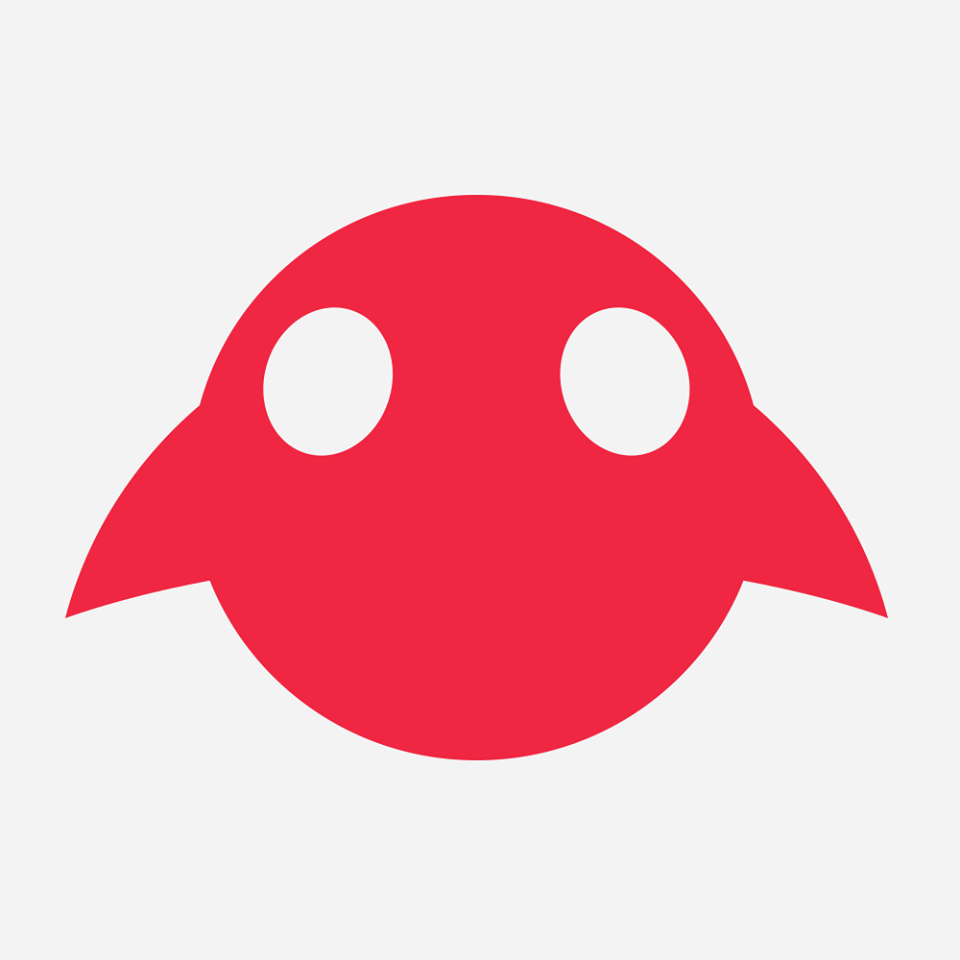
Precedente logo di Magic Leap usato fino al 2021

Magic Leap è stata fondata da Rony Abovitz nel 2010 a partire da una precedente azienda, chiamata "Magic Leap Studios", che in quell'anno stava lavorando ad una serie televisiva e ad una graphic novel. Dal 2011 è una vera e propria società; nello stesso anno presentò al Comic-Con un'applicazione per la realtà aumentata, denominata Hour Blue.
Nell'ottobre del 2014 l'azienda ha ottenuto più di 542 milioni di dollari da parte di un gruppo di investitori, tra cui Google, Qualcomm, Andreessen Horowitz e Kleiner Perkins.
Un'analisi da parte di Gizmodo del novembre 2014, basata sugli annunci di lavoro, i marchi registrati e le richieste di brevetto di Magic Leap, concluse che la società stesse cercando di realizzare un prodotto competitivo con dispositivi similari come Google Glass ed Oculus Rift e che potrà perfettamente fondere le grafiche generate dal computer con il mondo reale. Il sistema è inoltre stato paragonato a Microsoft Hololens.
Prima di Magic Leap, un visore a campi di luce era già stato presentato da NVIDIA nel 2013; anche il MIT Media Lab aveva realizzato un visore 3D utilizzando dei “campi di luce compressi”. Tuttavia Magic Leap afferma di poter raggiungere una migliore risoluzione tramite una tecnologia proprietaria che proietta l'immagine direttamente nella retina dell'utilizzatore. Secondo un ricercatore che ha studiato i brevetti della società, è probabile che Magic Leap utilizzi anche guide in silicio sovrapposte.
Richard Taylor, della società specializzata in effetti speciali WETA Workshop, è coinvolto a fianco ad Abovitz in Magic Leap. Anche lo scrittore di fantascienza Neal Stephenson si è unito all'azienda nel dicembre 2014. Graeme Devine ha invece il ruolo di Chief Creative Officer & Senior VP Games, Apps and Creative Experiences.
Il 19 marzo 2015 Magic Leap pubblicò un video dimostrativo dal titolo “Just another day in the office at Magic Leap”. Nel video vengono mostrate situazioni di gioco e di produttività in realtà aumentata; non è ancora chiaro se il video sia stato realizzato utilizzando direttamente la loro tecnologia o fosse semplicemente un'esperienza simulata.
Il 10 settembre 2015 Magic Leap realizzò un reale filmato del loro prodotto. Sebbene non fosse possibile vedere l'hardware, il video venne comunque girato attraverso un prototipo senza l'utilizzo di effetti speciali. Il video mostra una mappatura 3D con tecnologie di ostruzione e riflessi apparenti sugli oggetti virtuali che interagiscono con quelli reali.
Il 9 dicembre 2015 Forbes, in base ad alcuni documenti depositati nello Stato del Delaware, riferì di un terzo finanziamento di 827 milioni di dollari. Quest'ultimo portò l'ammontare complessivo dei finanziamenti nella società a 1,4 miliardi di dollari, facendo lievitare il valore di Magic Leap a 3,7 miliardi di dollari.
Il 2 febbraio 2016 il Financial Times comunicò l'ottenimento da parte di Magic Leap di un ulteriore finanziamento di quasi 800 milioni di dollari, portando così il valore della società a 4,5 miliardi di dollari.
L'11 febbraio 2016 Silicon Angle comunicò l'ingresso di Magic Leap nell'Entertainment Software Association.
Nell'aprile 2016 Magic Leap acquisì l'azienda israeliana specializzata in sicurezza informatica NorthBit.
Il 16 giugno 2016 la società annunciò la collaborazione con la Lucasfilm e il suo reparto di ricerca e sviluppo ILMxLAB. Le due società formeranno un laboratorio di ricerca presso il campus Lucasfilm di San Francisco.
Il 17 ottobre 2017 Magic Leap annunciò di aver raccolto altri 502 milioni di dollari di finanziamento. Attraverso quest'ultima operazione investirono nella società della realtà aumentata anche Temasek, EDBI (un fondo globale con sede a Singapore), Grupo Globo e Janus Henderson Investors.